# Zuzana Klimešová
Zuzana Klimešová (nacida el  12 de enero de 1979 en Praga) es una exjugadora de baloncesto checa. Consiguió 2 medallas en competiciones oficiales con la República Checa. Con 1.88 metros de estatura, jugaba en la posición de alero. Sus padres son los también baloncestistas Vlastibor Klimeš y Dana Ptáčková.